# Verbindungslinie (Strategie)
Unter Verbindungslinien versteht man die Straßen, die vom Standpunkt einer Armee zu ihren Unterhalts- und Ergänzungsquellen laufen und die als Rückzugsstraßen genutzt werden können.

## Einzelnachweis
1. ↑   Marie von Clausewitz (Hrsg.): Vom Kriege, Hinterlassenes Werk des Generals Carl von Clausewitz. Bd. 1–3. Berlin, 1832–1834.